# Jean Thouvenin
Pour les articles homonymes, voir Thouvenin.
Jean Thouvenin est un graveur d'interprétation au burin et au pointillé, français, né à Paris vers 1765, mort après 1828.

## Biographie
Jean Thouvenin exerce la gravure à Joinville (Haute-Marne). Il semble, ainsi que le cautionnent les noms des artistes qu'il a interprétés, qu'il ait été également actif à Londres, Paris et Rome.

## Œuvres

### Artistes interprétés (ordre alphabétique)
- Marie-Guillemine Benoist, Monsieur Necker, vers 1788-1790.
- Vincenzo Camuccini, Jules César assassiné au milieu du Sénat ; Atilus Regulus retournant à Carthage, 1831 ; Magnanimité de Scipion l'Africain.
- Jean-Frédéric Cazenave, Trait de courage héroïque des brigands de la Vendée s'étant rendus maîtres de Saint-Mithier.
- Jean-Charles Delafosse, Trépieds.
- Claude-Louis Desrais, Saint Jean-Baptiste[3].
- Simon Julien, Manius Curius Dentatus ; Lucius Quinctius Cincinnatus.
- Charles Le Brun, La famille de Darius aux pieds d'Alexandre le Grand[4].
- Pierre Martinet, Saint Vincent de Paul s'échappant de Tunis, Saint Vincent de Paul prend la place d'un galérien, Saint Vincent de Paul présenté à Marguerite de Valois, Fondation de l'hôpital des enfants trouvés, Saint Vincent de Paul secourt Gennevilliers, Mort de Saint Vincent de Paul, 1830.
- Nicolas Poussin, La fuite de la Sainte Famille en Égypte.
- Pierre Paul Rubens, Descente de croix, gravure « attribuée à Jean Thouvenin »[5].
- Raphaël Sanzio, La Transfiguration.
- Henry Singleton, Paix signée entre Romulus, roi de Rome, et Tatius, roi des Cures, vers 1800 ; Coriolan fléchi par les prières de sa mère Véturie[6] ; Timoclée devant Alexandre le Grand ; L'entrée de Jésus dans Jérusalem.
- Paul Véronèse, Les Noces de Cana, 1813[1].
- Francis Wheatley, Une famille heureuse.

### Œuvres personnelles
- Stanislas Leszczynski, 1825.

## Musées et collections publiques

### France
- Musée municipal, monastère royal de Brou, Bourg-en-Bresse[4].
- Archives départementales de la Haute-Marne, Chamarandes-Choignes, Saint Jean-Baptiste, d'après Claude-Louis Desrais[3].
- Musée d'art Roger-Quilliot, Clermont-Ferrand, gravures d'après Vincenzo Camuccini.
- Cabinet des estampes de la Bibliothèque nationale de France, Paris.
- École nationale supérieure des beaux-arts, Paris, La Famille de Darius aux pieds d'Alexandre le Grand[7].
- Département des arts graphiques du musée du Louvre, Trépieds, d'après Jean-Charles Delafosse (ancienne collection Edmond de Rothschild).

### Autriche
- Palais Albertina, Vienne, Descente de Croix, d'après Pierre Paul Rubens[5].

### Italie
- Musei civici (it), Lecco, Coriolan fléchi par les prières de sa mère Véturie, d'après Henry Singleton[6].

### Pologne
- Muzeum Sztuki (en), Łódź.

## Élèves
- Jean Geoffroy, né en 1793 à Joinville[8].